# Hospital Standardized Mortality Ratio
De Hospital Standardized Mortality Ratio (HSMR) zet de werkelijke sterfte in een ziekenhuis af tegen de sterfte die op basis van de patiëntkenmerken werd verwacht. Het is daarmee een indicator voor potentieel vermijdbare sterfte. Als een HSMR boven de 100 komt, betekent dat meer patiënten overlijden dan verwacht, bij een score onder 100 betekent dat er minder patiënten overlijden dan verwacht. De indicator is bruikbaar omdat deze rekening houdt met de patiënten die het ziekenhuis bezoeken, zaken als leeftijd, conditie en aandoening spelen een rol in de kans op overleving.
De HSMR is ontwikkeld in Engeland door emeritus professor Brian Jarman en gebruikt administratieve gegevens die in ieder ziekenhuis beschikbaar zijn om sterftecijfers te standaardiseren voor een aantal patiëntfactoren. De HSMR is gebaseerd op 50 diagnosegroepen die landelijk 80% van de ziekenhuissterfte veroorzaken.

## Significantie
Er wordt rekening gehouden met de significantie; om de HSMR wordt een betrouwbaarheidsinterval berekend. Zo is een driedeling te maken: ziekenhuizen die lager scoren dan gemiddeld, ziekenhuizen die niet afwijken van het landelijke gemiddelde en ziekenhuizen met een hogere HSMR dan gemiddeld.

## Standaardisatiefactoren
De HSMR wordt voor de volgende factoren gestandaardiseerd:
- jaar
- leeftijd
- geslacht
- diagnose (op niveau van ICD-9 code)
- Charlson index voor comorbiditeit
- sociaal economische status
- maand van opname
- urgentie van opname
- verpleegduur
- herkomst van de patiënt

## Specifiek model per diagnosegroep
Het sterftecijfer (de HSMR) van een geheel ziekenhuis, is opgebouwd uit die vijftig SMR’s: het sterftecijfer per ziekenhuisafdeling. Voor iedere diagnosegroep is gekeken welke van bovenstaande factoren bijdragen aan de voorspelling van de sterfte binnen die groep. Vervolgens is per groep alleen voor die factoren gestandaardiseerd. Alle 50 diagnosegroepen samen tellen op tot de HSMR.
Neem als voorbeeld de diagnosegroep pneumonie. Daar is de maand van opname een voorspellende factor voor sterfte; mensen met longontsteking hebben in de wintermaanden een hogere kans om te overlijden. Bij andere diagnosegroepen speelt deze seizoensinvloed niet. Daarom is deze factor bij pneumonie wel in het standaardisatiemodel opgenomen, maar bij andere groepen niet. Deze methode van het opbouwen van het standaardisatiemodel wordt ‘bottom-up’ genoemd.

## Openbaarheid
Sinds 1 oktober 2014 zijn ziekenhuizen in Nederland wettelijk verplicht de HSMR bekend te maken. De HSMR kan een signaal zijn dat aanleiding kan geven tot nader onderzoek. De validatiepiramide is van groot belang bij het interpreteren van de HSMR. Een hoge HSMR kan bijvoorbeeld ook komen door de codering in een ziekenhuis, of een heel specifieke casemix, waarvoor niet is gestandaardiseerd.

## De HSMR in het buitenland
De HSMR wordt in verschillende landen al gebruikt. In Engeland wordt ieder jaar de HSMR per ziekenhuis openbaar gemaakt. In de VS, Canada en Denemarken wordt de HSMR, naast andere indicatoren, gebruikt om het effect van veiligheidscampagnes te meten.